# Ștefan Vlădoiu
Ștefan Marinel Vlădoiu (n. 28 decembrie 1998, Râmnicu Vâlcea, România) este un fotbalist român, care joacă pe post de fundaș la Kolos Kovalivka în Premier Liga. Pe plan internațional, are prezențe la națională pentru România Sub-21.